# Prząsław
Prząsław – wieś w Polsce położona w województwie świętokrzyskim, w powiecie jędrzejowskim, w gminie Jędrzejów.
| SIMC    | Nazwa    | Rodzaj  |
| ------- | -------- | ------- |
| 0240767 | Kopanina | kolonia |
| 0240773 | Kurliki  | kolonia |

Wieś duchowna Przącław, własność opactwa cystersów jędrzejowskich położona była w drugiej połowie XVI wieku w powiecie ksiąskim województwa krakowskiego.
Do 1954 roku siedziba gminy Prząsław, następnie do 1972 r. siedziba gromady Prząsław, po kolejnej reformie w gminie Jędrzejów. W latach 1975–1998 miejscowość administracyjnie należała do województwa kieleckiego.